# کریستف روو
کریستف روو (انگلیسی: Christophe Revault; ۲۲ مارس ۱۹۷۲ – ۶ مهٔ ۲۰۲۱) بازیکن فوتبال اهل فرانسه بود.
از باشگاه‌هایی که در آن بازی کرده‌است می‌توان به باشگاه فوتبال رن، باشگاه فوتبال پاری سن ژرمن، باشگاه فوتبال لو آور، و باشگاه فوتبال تولوز اشاره کرد.